# Lethwei

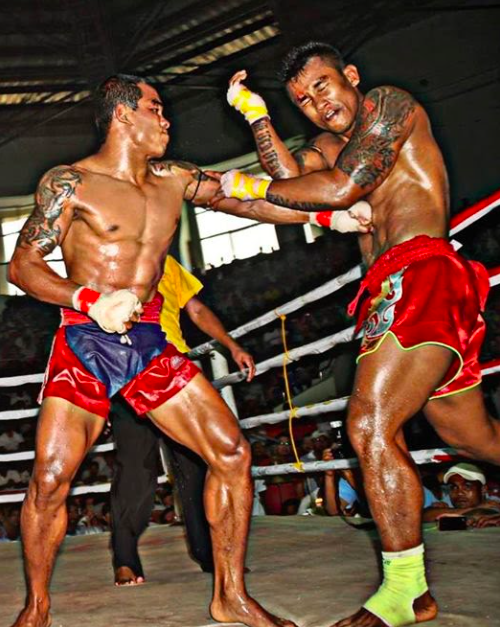
Một trận thi đấu Quyền thuật Miến Điện

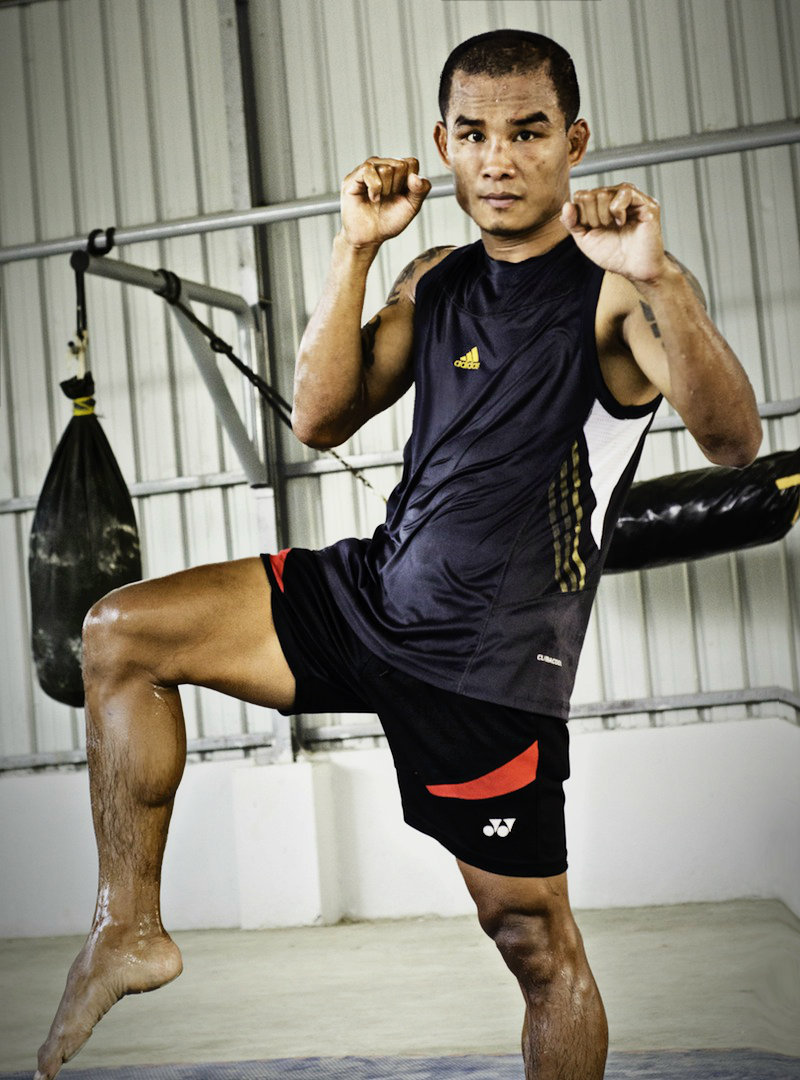
Đòn thủ thế

Lethwei (tiếng Miến Điện: လက်ဝှေ့) hay còn gọi là Quyền thuật Miến Điện (Burmese boxing) là một môn thể thao chiến đấu toàn diện bằng đủ các đòn thế (Full contact) có nguồn gốc từ Myanmar và được coi là một trong những môn võ thuật tàn bạo nhất trên thế giới. Các võ sĩ Lethwei được phép sử dụng tất cả các kỹ thuật đánh đứng như đòn đá (cước), đòn gối, đòn chỏ khuỷu tay và đòn đấm, và việc sử dụng chiêu húc đầu cũng được cho phép. Các võ sĩ khi thi đấu với tay không, không sử dụng găng tay mà chỉ quấn tay bằng băng vải và gạc. Dù không được phép trong hầu hết các môn thể thao chiến đấu, đòn húc đầu là vũ khí quan trọng trong các thể võ và chiêu thức của những võ sĩ Lethwei, từ đó mang lại cho Lethwei cái tên "Võ nghệ chín chi" những tuyệt kỹ điêu luyện này kết hợp với bản chất chiến đấu cương mãnh của môn võ đến từ xứ sở Miến Điện đã mang đến cho Lethwei với sự khét tiếng là một trong những môn võ đẫm máu và bạo lực nhất. Mặc dù phổ biến trên khắp Myanmar hiện đại nhưng về lịch sử thì Lethwei chủ yếu là có liên quan về mặt lịch sử với người Karen của Bang Kayin, phần lớn các chiến binh Lethwei luôn kình địch với những tộc người có nguồn gốc từ Karen từ đó đã hun đúc cho ra đời môn võ thuật tàn bạo này.